# Mistrzostwa świata teamów open transnational w brydżu sportowym
Mistrzostwa świata teamów open transnational – turniej rozgrywany w czasie półfinałów i finałów Bermuda Bowl, Venice Cup oraz D’Orsi Seniors Bowl. Drużyny mogą składać się zarówno z zawodników z różnych krajów, a nawet takich, którzy nie byli uczestnikami rund eliminacyjnych. W początkowej fazie rozgrywany jest turniej na dochodzenie (barometr, szwajcarski). Następnie 8 najlepszych drużyn rozgrywa mecze systemem pucharowym.

## Zwycięzcy
| Rok                                                        | Drużyny | Miejsce | Skład drużyny |
| ---------------------------------------------------------- | ------- | ------- | --- |
| 9., 16-29 września 2013, Nosa Dua, Indonezja               |         |         | |
| 2013                                                       | 22      | 1.      | Stany Zjednoczone Gordon: · David Berkowitz, Mark Gordon, Jacek Pszczoła, Pratap Rajadhyaksha, Michael Seamon, Alan Sontag                                                                  |
|                                                            |         | 2.      | Chiny SAIC VW: · Dai Jianming, Hu Maoyuan, Liu Yiqian, Shao Zijian, Yang Lixin, Zhuang Zejun                                                                                                |
|                                                            |         | 3.      | Holandia White House: · Jan Jansma, Gert-Jan Paulissen, Richard Ritmeijer, Magdaléna Tichá                                                                                                  |
| 8. 15-29 października 2011, Veldhoven, Holandia            |         |         | |
| 2011                                                       | 152     | 1.      | Izrael Israel Juniors · Allon Birman, Lotan Fiszer, Gal Gerstner, Moshe Meyuchas, Deror Padon                                                                                               |
|                                                            |         | 2.      | Australia OZ Open · Nabil Edgtto, John Paul Gosney, Hugh Grosvenor, Sartaj Hans, Tony Nunn, George Bilski                                                                                   |
|                                                            |         | 3.      | Rosja Parimatch · Andriej Gromow, Jurij Chiuppenen, Jurij Chochłow, Wadim Chołomiejew, Michaił Krasnosielski, Gieorgij Matuszko                                                             |
| 7. 29 sierpnia – 12 września 2009, São Paulo, Brazylia     |         |         | |
| 2009                                                       | 68      | 1.      | Polska Norwegia Francja Zimmermann · Cezary Balicki (POL), Geir Helgemo (NOR), Tor Helness (NOR), Franck Multon (FRA), Pierre Zimmermann (FRA), Adam Żmudziński (POL)                       |
|                                                            |         | 2.      | Polska Stany Zjednoczone Apreo Logistic Poland · Krzysztof Buras (POL), Piotr Gawryś (POL), Jacek Kalita (POL), Krzysztof Kotorowicz (POL), Grzegorz Narkiewicz (POL), Jacek Pszczoła (POL) |
|                                                            |         | 3.      | Niemcy Deutschland · Michael Gromoeller, Andreas Kirmse, Josef Piekarek, Alexander Smirnov                                                                                                  |
| 6. 29 września – 13 października 2007, Szanghaj, Chiny     |         |         | |
| 2007                                                       | 148     | 1.      | Francja Włochy Szwajcaria Zimmermann · Michel Bessis (FRA), Thomas Bessis (FRA), Fulvio Fantoni (ITA), Franck Multon (FRA), Claudio Nunes (ITA), Pierre Zimmermann (SUI)                    |
|                                                            |         | 2.      | Polska Rosja Russia · Cezary Balicki (POL), Aleksandr Dubinin (RUS), Andriej Gromow (RUS), Wiktorija Gromowa (RUS), Tatjana Ponomariowa (RUS), Adam Żmudziński (POL)                        |
|                                                            |         | 3.      | Niemcy Polska Germany Open · Tomek Gotard (GER), Jacek Leśniczak (POL), Josef Piekarek (GER), Alexander Smirnov (GER)                                                                       |
| 5. 22 października – 5 listopada 2005, Estoril, Portugalia |         |         | |
| 2005                                                       | 134     | 1.      | Stany Zjednoczone Polska Schneider · Grant Baze (USA), Piotr Gawryś (POL), Marcin Leśniewski (POL), Peter Schneider (USA)                                                                   |
|                                                            |         | 2.      | Stany Zjednoczone Spector · Bart Bramley, Björn Fallenius, Mark Feldman, Chip Martel, Warren Spector, Roy Welland                                                                           |
|                                                            |         | 3.      | Rosja 777 · Aleksandr Dubinin, Andriej Gromow, Jurij Chochłow, Maksim Chwień |
| 4. 2-15 listopada 2003, Monte Carlo, Monako                |         |         | |
| 2003                                                       | 74      | 1.      | Włochy Lavazza · Andrea Buratti, Leandro Burgay, Mario D'Avossa, Guido Ferraro, Massimo Lanzarotti, Carlo Mariani                                                                           |
|                                                            |         | 2.      | Chiny Zhuang · Fu Zhong, Shi Haojun, Wang Weimin, Jack Zhao, Zhuang Zejun |
|                                                            |         | 3.      | Holandia Jansma · Simon de Wijs, Jan Jansma, Bauke Muller, Louk Verhees Jr. |
| 3. 21 października – 3 listopada 2001, Paryż, Francja      |         |         | |
| 2001                                                       | 74      | 1.      | Brazylia Stany Zjednoczone Brachman · Diego Brenner (BRA), Gabriel Chagas (BRA), Geoff Hampson (USA), Mike Passell (USA), Michael Seamon (USA), Eddie Wold (USA)                            |
|                                                            |         | 2.      | Francja Bureau · Danièle Gaviard, Cyril Bureau, Vanessa Reess, Philippe Selz, Patrick Sussel                                                                                                |
|                                                            |         | 3.      | Izrael Grinberg · Yoram Aviram, Michael Barel, Ilan Herbst, Ofir Herbst, Doron Jadlin, Jisra’el Jadlin                                                                                      |
| 2. 7-21 stycznia 2000, Southampton Parish, Bermudy         |         |         | |
| 2000                                                       | 73      | 1.      | Stany Zjednoczone Polska Meltzer · Cezary Balicki (POL), Rose Meltzer (USA), Alan Sontag (USA), Peter Weichsel (USA), Adam Żmudziński (POL)                                                 |
|                                                            |         | 2.      | Kanada Stany Zjednoczone Milner · Fred Gitelman (CAN), Marc Jacobus (USA), Bobby Levin (USA), Reese Milner (USA), Brad Moss (USA)                                                           |
|                                                            |         | 3.      | Bułgaria Mihov V. · Kalin Karaiwanow, Władimir Michow, Iwan Nanew, Juli Popow, Georgi Stamatow, Rumen Trendafiłow                                                                           |
| 1. 19 października – 1 listopada 1997, Hammamet, Tunezja   |         |         | |
| 1997                                                       | 74      | 1.      | Włochy Polska Burgay · Leandro Burgay (ITA), Dano De Falco (ITA), Marcin Leśniewski (POL), Carlo Mariani (ITA), Krzysztof Martens (POL)                                                     |
|                                                            |         | 2.      | Polska Jassem · Krzysztof Jassem, Jakub Kowalczyk, Piotr Tuszyński, Marek Witek |
|                                                            |         | 3.      | Polska Gardynik · Grzegorz Gardynik, Michał Kwiecień, Tomasz Przybora, Jacek Pszczoła |